# ژئوفیزیک ریاضی
ژئوفیزیک ریاضی (انگلیسی: Mathematical geophysics) به توسعه روش‌های ریاضی اطلاق می‌گردد، که در علوم ژئوفیزیک مورد استفاده قرار می‌گیرد. ژئوفیزیک ریاضی در بسیاری از زمینه‌های ژئوفیزیک، همچون ژئودینامیک و زلزله‌شناسی کاربرد دارد.